# Friedrich Weinbrenner
Johann Jakob Friedrich Weinbrenner (24. listopadu 1766 Karlsruhe – 1. března 1826 Karlsruhe) byl německý klasicistní architekt a urbanista. 
Byl synem dvorního tesaře. Navštěvoval lyceum v Karlsruhe a pracoval jako stavbyvedoucí, pak studoval architekturu ve Vídni, Drážďanech a Berlíně, kde k jeho učitelům patřil Karl Philipp Moritz. V letech 1792–1797 pobýval v Itálii, kde ho ovlivnil Karl Ludwig Fernow a dórské chrámy ve městě Paestum. Po krátkém působení ve Štrasburku a Hannoveru se roku 1800 vrátil do rodného města.
Byl představitelem palladiánské architektury a následníkem Carla Gottharda Langhanse. Je autorem generálního plánu výstavby města Karlsruhe jako reprezentativní rezidence bádenských panovníků. Vytvořil zde náměstí Marktplatz včetně pískovcové pyramidy nad hrobem Karla Viléma Bádensko-Durlašského. Projektoval také markraběcí palác, městskou bránu, radnici, mincovnu, dvorní divadlo, knihovnu, muzeum, synagogu, katolický i protestantský kostel. V Baden-Badenu byl podle jeho návrhu postaven lázeňský dům, hotel Badischer Hof a Hamiltonova vila. K dalším Weinbrennerovým dílům patří zámek v Bauschlottu, radnice v Schopfheimu, belvedér v Badenweileru a kostely v Herbolzheimu, Kehlu, Renchenu, Kleinsteinbachu a Vörstettenu. 
Od roku 1800 vedl Weinbrenner architektonickou školu, z níž se později stal Technologický institut v Karlsruhe. Vydal učebnici architektury a k jeho žákům patřili Heinrich Hübsch, Friedrich Theodor Fischer a Georg Moller. Díky jeho iniciativě přijalo Bádenské velkovévodství v roce 1812 jako první německý stát zákon o ochraně památek. V Karlsruhe je po něm pojmenována ulice Weinbrennerstrasse.

## Galerie

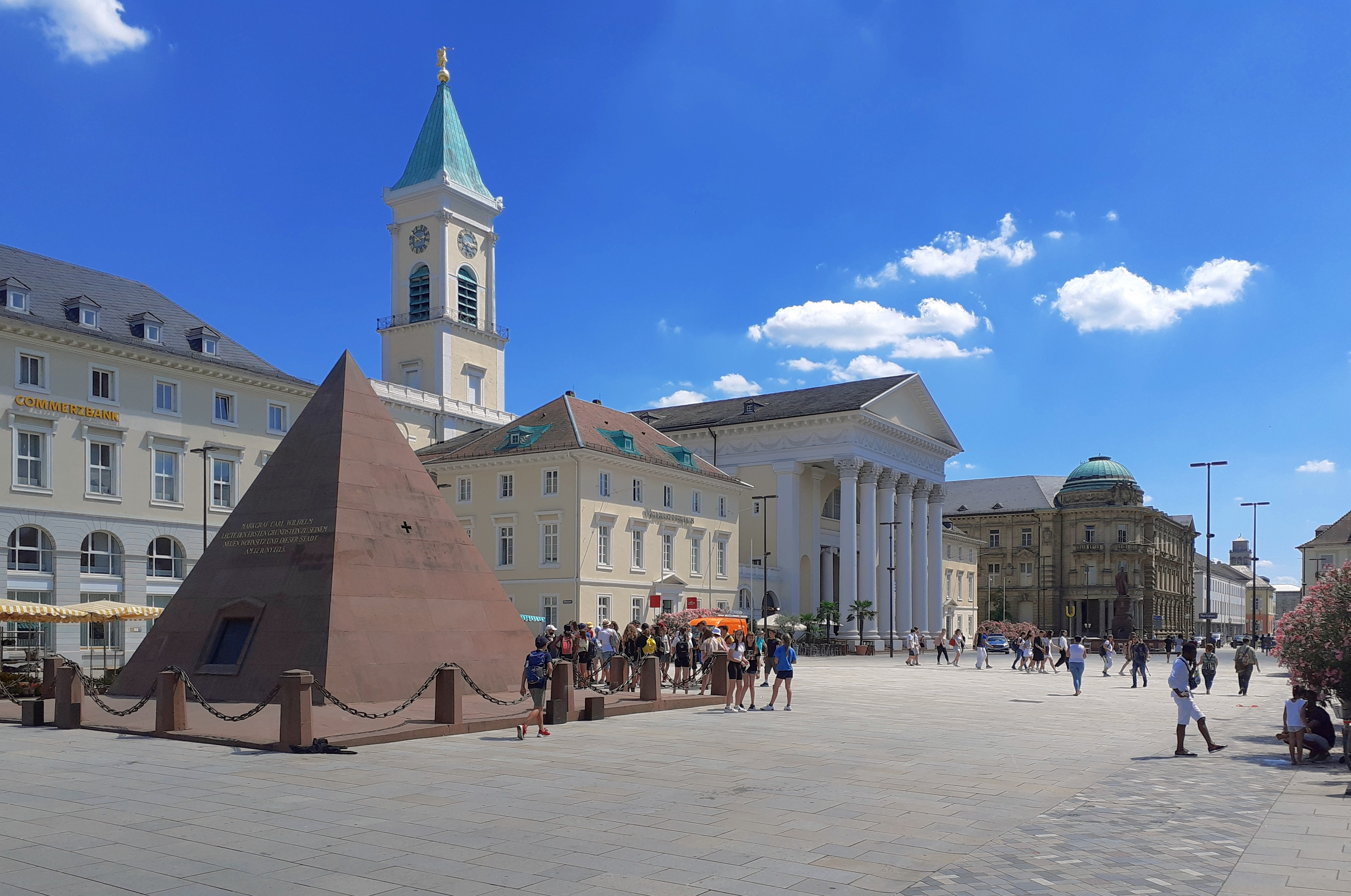
Hlavní náměstí v Karlsruhe
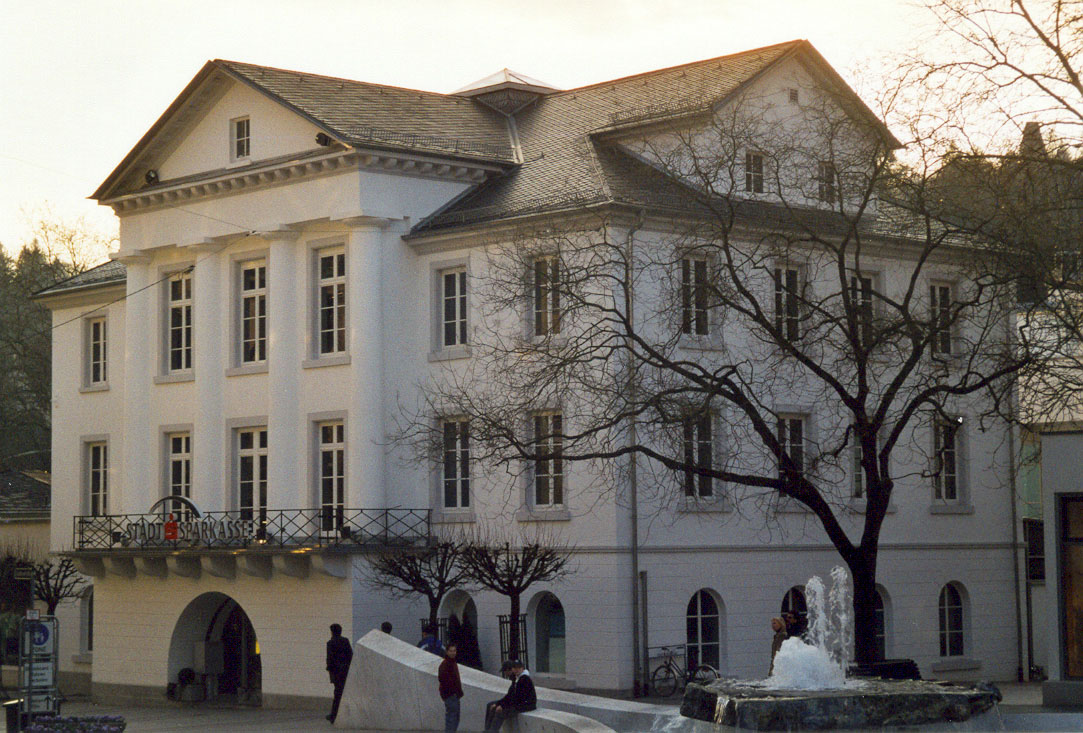
Hamiltonova vila
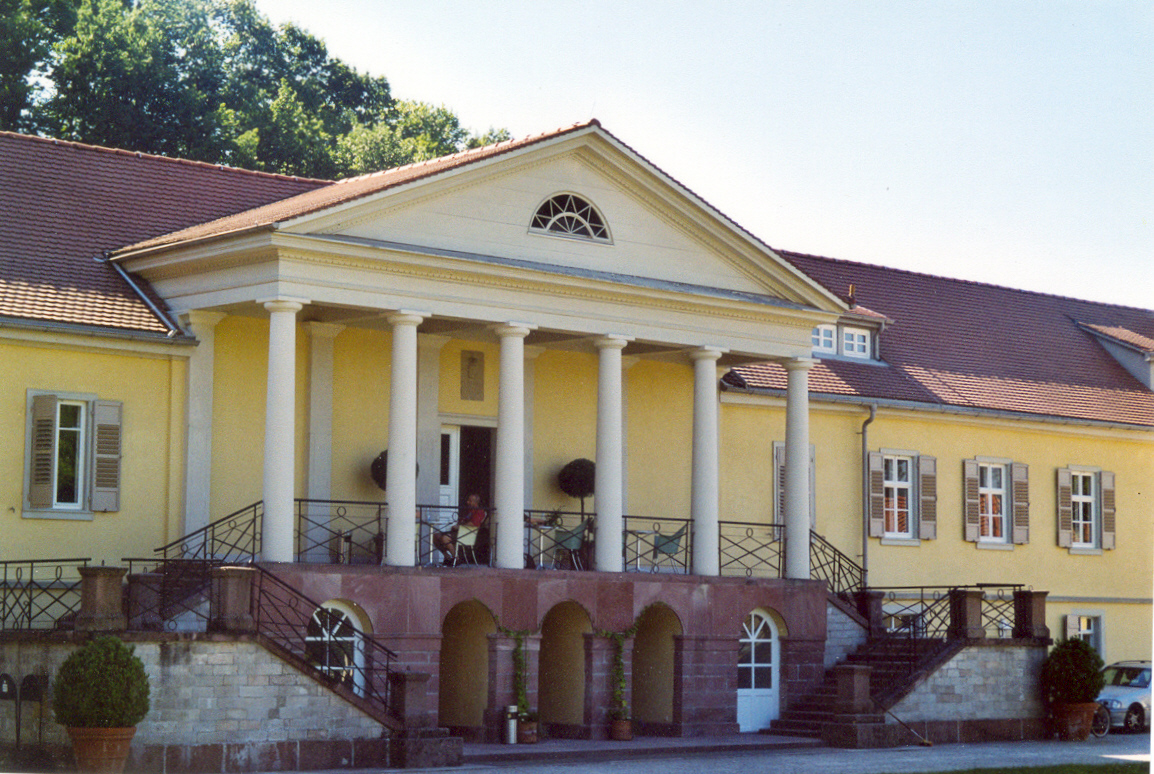
Zámek Rotenfels